# 랩 레이지

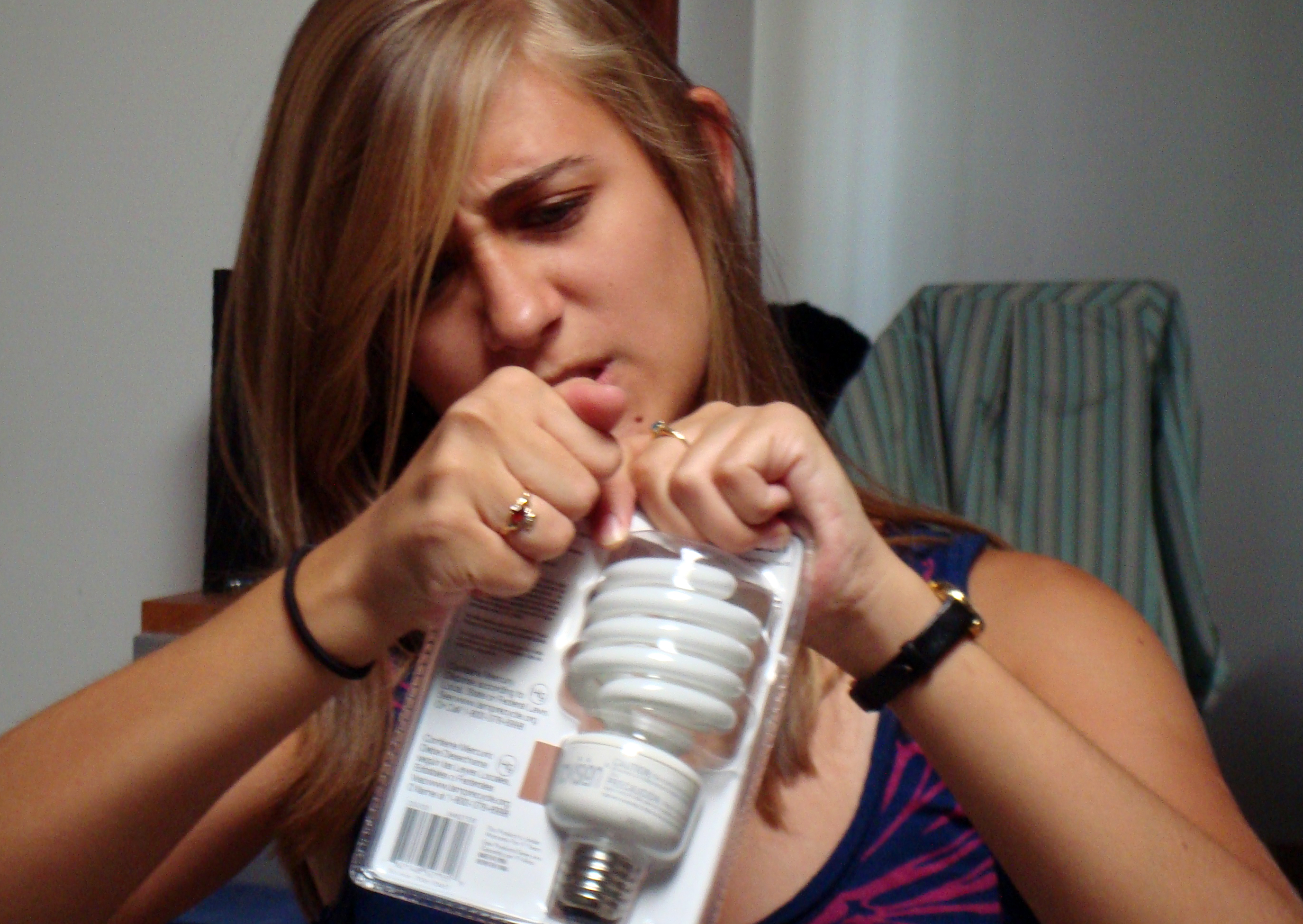
한 여성이 플라스틱 전구 포장으로 인해 랩 레이지를 표출하고 있다.

랩 레이지(wrap rage) 또는 패키지 레이지(package rage)는 포장, 특히 일부 열 밀봉 플라스틱 블리스 터 팩 및 클램셸을 열 수 없어서 발생하는 분노와 좌절의 수준이 높아지는 일이다. 어려운 포장을 개봉하는 동안 사람이 다칠 수 있다. 절단 도구는 포장을 여는 사람과 내용물에 심각한 위험을 초래한다.

## 배경
때로는 포장을 열기 어렵게 만들어야 할 때도 있다. 예를 들어, 규정에 따르면 일부 일반 의약품에는 의도한 고객에게 배송되기 전에 무단 개봉을 방지하기 위해 변조 방지 기능이 있고 어린이에게 안전하도록 포장되어 있어야 한다. 다른 패키지는 패키지 도난 및 도둑질을 줄이기 위해 의도적으로 개봉하기 어렵게 만들어졌다.
단단한 플라스틱 블리스 터 팩은 배송되는 동안 제품을 보호한다. 또한, 투명한 플라스틱을 사용하여 고객이 구매하기 전에 제품을 직접 확인할 수 있다.
랩 레이지(wrap rage)라는 용어 자체는 이 현상에 대한 언론의 관심의 결과로 생겨났다. 랩 레이지와 같은 다른 변형이 1998년 초에 사용되었지만 워드 스파이(Word Spy)는 랩 레이지의 최초 사용을 2003년 데일리 텔레그래프에서 확인했다. 미국 방언 협회는 이 용어를 2007년 가장 유용한 용어 중 하나로 식별했다.

## 같이 보기
- 기내 난동
- 컴퓨터 분노
- 로드 레이지